# Adil Fikri
Adil Fikri (9 de mayo de 1983) es un deportista marroquí que compitió en judo. Ganó dos medallas de bronce en el Campeonato Africano de Judo en los años 2011 y 2012.

## Palmarés internacional
| Campeonato Africano | Campeonato Africano | Campeonato Africano | Campeonato Africano |
| Año                 | Lugar               | Medalla             | Categoría           |
| ------------------- | ------------------- | ------------------- | ------------------- |
| 2011                | Dakar (Senegal)     | Medalla de bronce   | –100 kg             |
| 2012                | Agadir (Marruecos)  | Medalla de bronce   | –100 kg             |